# Capezzagna

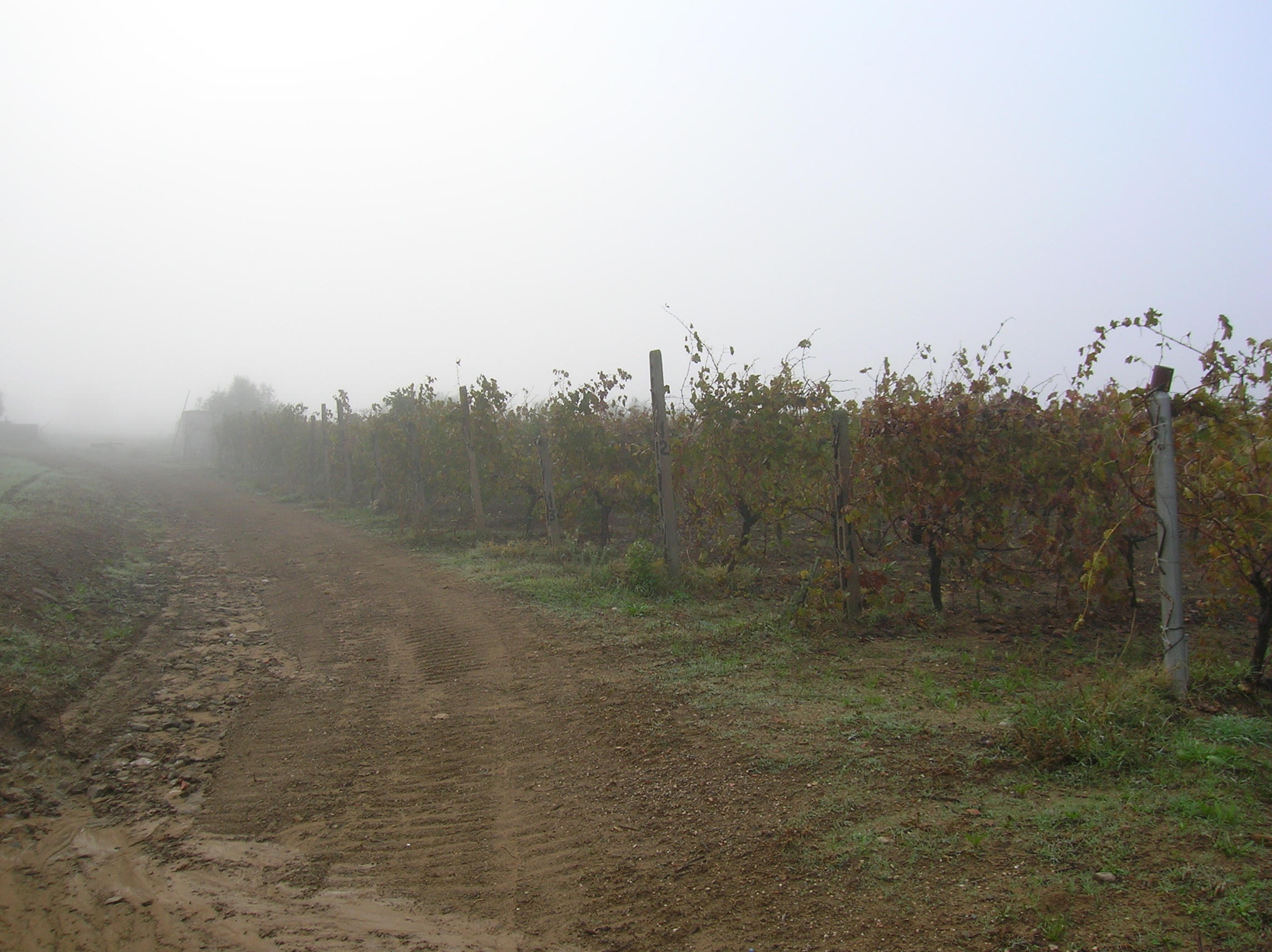
Una capezzagna usata per la viticoltura a Roselle (GR), questa è ortogonale ai filari

La capezzagna o cavedagna è una strada sterrata di servizio agli appezzamenti coltivati adiacenti tra loro. È una superficie improduttiva, ma funzionale alla gestione delle colture, dal punto di vista pratico ed economico (rientrano nella valutazione di servitù prediale). Nel gergo estimativo è compresa nelle "tare".

## Tipologie e uso
Nella viticoltura, ad esempio, la capezzagna è ortogonale al senso dei filari e permette l'accesso a ciascun interfilare. Su di essa avvengono le manovre di svolta delle macchine operatrici per passare da un filare all'altro.
Quando i filari sono molto lunghi vengono interrotti da capezzagne intermedie che permettono l'accesso diretto alle diverse parti del "campo" e la riduzione dei tempi morti per il rifornimento dei mezzi agricoli o lo scarico del prodotto. 
Le capezzagne di testata e le scoline delimitano il "campo". 
Nella sistemazione alla padovana o a cavino, la capezzagna, detta cavino, svolge anche la funzione di scolina.